# 5e Leger (Wehrmacht)
Het 5e Leger (Duits: 5. Armee) was een Duits leger in de Tweede Wereldoorlog. 

## Krijgsgeschiedenis
Het 5e Leger werd opgericht op 25 augustus 1939 in Münster in Wehrkreis VI met gebruikmaking van de Armeetruppen des Pakets M.
Het leger werd meteen ingezet ter bescherming van de Westwall rond Trier tijdens de Duitse inval in Polen in september 1939. Hiervoor beschikte het leger over de volgende eenheden:
- Korps Eifel – 26e, 86 en 227e Infanteriedivisies, Divisie Trier
- 6e Legerkorps – 16e, 69e, 211e en 216e Infanteriedivisies
- direct onder bevel – 58e, 87e, 78e en 268e Infanteriedivisies

Medio oktober 1939 werd het leger naar Polen verplaatst en de staf werd daar op 13 oktober 1939 omgedoopt in Oberkommando Grenzabschnitt Mitte. Deze staf diende als beveiligings- en bezettingsmacht in Polen en deze werd vervolgens op 4 november 1939 weer omgedoopt in staf 18e Leger.

## Commandanten

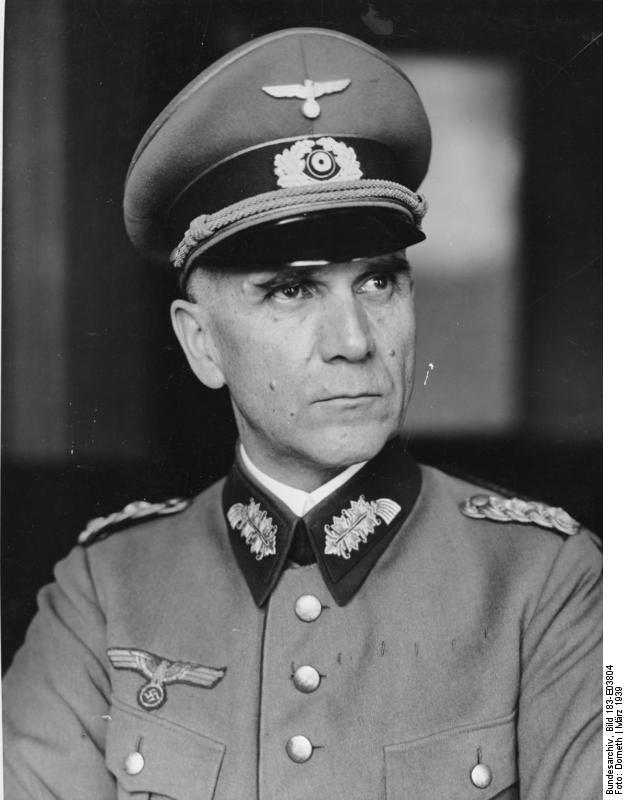
Generaal der Infanterie Curt Liebmann

| Rang                   | Naam          | Begin            | Eind            |
| ---------------------- | ------------- | ---------------- | --------------- |
| General der Infanterie | Curt Liebmann | 25 augustus 1939 | 13 oktober 1939 |